# Keisuke Iwashita
Keisuke Iwashita (岩下 敬輔 Iwashita Keisuke?,  Ijūin (actual Hioki), Kagoshima, 24 de septiembre de 1986) es un exfutbolista japonés. Jugaba de defensa y su último equipo fue el Sagan Tosu.

## Trayectoria
| Club                   | País  | Año       |
| ---------------------- | ----- | --------- |
| Shimizu S-Pulse        | Japón | 2005-2012 |
| Gamba Osaka (préstamo) | Japón | 2012      |
| Gamba Osaka            | Japón | 2013-2016 |
| Avispa Fukuoka         | Japón | 2017-2019 |
| Sagan Tosu (préstamo)  | Japón | 2019      |
| Sagan Tosu             | Japón | 2020      |

## Palmarés

### Títulos nacionales
| Título             | Club        | País  | Año  |
| ------------------ | ----------- | ----- | ---- |
| J2 League          | Gamba Osaka | Japón | 2013 |
| Copa J. League     | Gamba Osaka | Japón | 2014 |
| J1 League          | Gamba Osaka | Japón | 2014 |
| Copa del Emperador | Gamba Osaka | Japón | 2014 |
| Supercopa de Japón | Gamba Osaka | Japón | 2015 |
| Copa del Emperador | Gamba Osaka | Japón | 2015 |